# اسپارتاک (شهرستان یرمکیفسکی، باشقیرستان)
اسپارتاک (انگلیسی: Spartak, Yermekeyevsky District, Republic of Bashkortostan) یک شهرک در شهرستان یرمکیفسکی استان باشقیرستان کشور روسیه است.